# Електромагнетна индукција
Електромагнетна индукција је појава да се у завоју проводничке жице ствара (индукује) електрични напон (електромоторна сила) ако се мења магнетски ток што га завој обухвата. Ако променљиви магнетски ток уместо кроз један завој пролази кроз завојницу с N завоја, укупни индуковани напон завојнице биће N пута већи, јер се напони свих завоја збрајају. Због тих напона тећи ће и електрична струја ако се завоју или електричној завојници затвори струјно коло. Експерименте о електромагнетској индукцији први је открио М. Фарадеј 1831. и показао како се променом магнетнога тока може добити индуковани напон. Прва је могућност да се завој помиче у магнетском пољу или да се уз завој који мирује помиче магнет, при чему се промена магнетскога тока може сликовито схватити као пресецање магнетских силница електричним проводником завоја. Тако добијени индуковани напон означава се као напон помицања. Међутим и без релативног помицања може се у завоју или завојници добити индуковани напон ако је променљиво магнетно поље произведено наизменичном струјом. За то је потребна такозвана примарна завојница, у којој тече променљива струја (на пример наизменична електрична струја), и уз њу, секундарна завојница, у којој ће променљиво магнетно поље индуковати напон. Због међусобног магнетног деловања примарне завојнице на секундарну, та се појава назива међусобном индукцијом. Како је и завојница која производи променљиви магнетни ток обухваћена силницама властитога тока, у њој ће бити индукован напон самоиндукције.
У техници се на електромагнетној индукцији заснива рад трансформатора и генератора електричне струје. Електромагнетна индукција се у већини случајева може објаснити деловањем Лоренцове силе на носитеље електричног набоја. При томе делује електрично поље настало променом густине магнетног тока по времену независно од кретања, док магнетно поље којем је густина магнетног тока временски непроменљива делује само када постоји компонента брзине кретања носитеља набоја нормална на смер магнетског поља. Електромагнетна индукција је једна од најважнијих особина електричне струје. Електромагнетном индукцијом ствара се готово сва електрична енергија која се данас у читавом свету употребљава у индустрији.

## Основе
Првом сликом приказани су северни (N) и јужни (S) пол неког трајног магнета. Магнетне силнице, то јест магнетни ток тећи ће од северног према јужном полу како показује вертикални сноп стрелица. Експериментално је утврђено, да у магнетном пољу сталне јачине све тачке водича имају исти потенцијал, то јест у мирном магнетном пољу на крајевима жичане петље неће се појавити никакав напон док петља мирује. Ако међутим јачина магнетног тока који обухвата петља почне расти или падати, на крајевима петље створиће се такозвани индуковани напон. Он ће бити то већи, што је бржа (односно јача) промена магнетног тока.
Како свако струјно коло ствара барем једну петљу (или намотај), уметањем једног од водова струјног круга у магнетно поље и помицањем тог вода међу половима магнета (или магнета у односу на мирујући вод) мијењаће се јачина магнетног тока кроз петљу, па ће на крајевима петље настати разлика потенцијала, односно у воду ће се индуковати напон.
Ако се у околини проводника постављеног у магнетно поље магнетни ток мења на такав начин да проводник при тој промени „сече” смернице магнетних сила (силнице), на крајевима проводника индуковаће се напон који је то јачи, што је промена магнетног тока бржа у околини проводника. Сагласно томе, највећи индуковани напон даје помицање проводника у равнини нормалној на смер N - S, док помицање проводника паралелно правцу магнетних силница не узрокује појаву индукције, јер такав помак не сече силнице, односно не мења магнетни ток обухваћен петљом. При свему томе није битно да ли се промена магнетног тока постиже променом јачине магнетног поља, помицањем проводника, или помицањем магнета у односу на мирујући проводник.
Индуковани напон потераће индуковану струју у затвореној петљи. Смер индуковане струје, односно поларитет напона на крајевима проводника може се одредити према такозваном правилу десне руке према доњим сликама. При томе треба имати на уму, да је позитиван смер струје договорен од + према - у спољашњем делу струјног круга, то јест изван извора струје, односно струја „излази” из извора кроз позитивну стезаљку. Унутар извора струје (а проводник у коме се индукује напон јесте извор струје) међутим струја тече од негативне стезаљке према позитивној, дакле од - према +. Евентуална промена смера кретања проводника кроз магнетно поље (или промена поларитета магнетног поља) узроковаће и промену смера струје кроз проводник.

### Магнетоиндукција и електроиндукција
Узме се електрична завојница с много завоја танке жице и прикључи се на осетљиви амперметар. Стави се нагло у шупљину завојнице раван магнет. Казаљка амперметра ће се тргнути и одмах вратити у свој пређашњи положај. Значи, завојницом је потекла тренутна електрична струја. Кад се извуче магнет, игла ће се тргнути на супротну страну. Према томе, сада се појавила електрична струја, али супротног смера. Побуђивање електричне струје магнетом назива се магнетоиндукција.
Електромоторна сила која на тај начин настане зове се индукована електромоторна сила, а побуђена струја зове се индукована струја. Иста ће појава настати ако магнет мирује, а завојница се ставља, односно извлачи са магнета. Дакле, код сваког кретања било завојнице према магнету или магнета према завојници индукује се у навојници електромоторна сила. Код тога се у сваком навоју навојнице индукује мала електромоторна сила; све се те мале силе збрајају на крају завојнице. Смер индуковане струје биће противан ако се у завојницу стави јужни пол магнета уместо северног.
Индукована електромоторна сила може настати и електричном струјом. Узму се две завојнице, једна примарна с мало завоја дебеле жице, а друга секундарна с много завоја танке жице. Примарна треба да улази у шупљину секундарне. Споје се крајеви примарне завојнице са акумулаторском батеријом, а крајеви секундарне са амперметром. Кад се навуче секундарна завојницу на примарну, казаљка амперметра ће скренути на једну страну и вратиће се затим у почетни положај. Чим се завојница извуче, казаљка ће скренути на другу страну. Дакле, примицањем и одмицањем завојнице којом тече електрична струја побуђује се у затвореном струјном кругу тренутна индукована електрична струја. Побуђивање електричне струје другом струјом назива се електроиндукција. Магнетоиндукција и електроиндукција називају се заједничким именом електромагнетна индукција.

### Смер индуковане струје
У свим наведеним случајевима, у којима се појавила индукована струја, долази до сечење магнетних силница. Код кретања магнета у завојници и из ње завоји секу магнетне силнице. Сличан је случај код кретања две завојнице, а очито је то код кретања електричног проводника у магнетном пољу. Код јачања и слабљења струје у примарној завојници настане јачање, односно ишчезавање магнетних силница и њихово сечење по завојима секундарне завојнице.
На основу тога се закључује да се увек кад настане сечење магнетних силница, односно промена количине магнетних силница (магнетнога тока) кроз неку завојницу, у њој рађа индукована струја. Смер индуковане струје налази се по правилу десне руке. Постави ли се десна рука тако да силнице ударају у њен длан, а палац показује смер кретања проводника, прсти показују смер индуковане струје.

## Математичка формулација
Електромагнетна индукција зависи од величине која представља протицање магнетског поља кроз неку површину. Та величина се назива магнетни ток. Магнетни ток  је физичка величина одређена скаларним умношком магнетне индукције B и површине S кроз коју тај ток пролази:
{\displaystyle \Phi _{B}=B\cdot S\cos \theta \ }
То значи да ће у случају површине нормалне на магнетно поље магнетски ток бити:
{\displaystyle \Phi _{B}=B\cdot S}
а у случају површине паралелне с магнетним пољем:
{\displaystyle \Phi _{B}=0}
Ако је {\displaystyle \ \mathbf {B} } вектор магнетног поља, а {\displaystyle \ \mathbf {S} } вектор нормалан на површину, једнак површини по величини, тада је магнетни ток једнак њиховом скаларном умношку:
{\displaystyle \mathbf {\Phi _{B}} =\mathbf {B} \cdot \mathbf {S} \ }
Јединица магнетног тока се добија помоћу израза за магнетски ток, а зове се вебер (Wb). Јединица магнетног поља зове се тесла (T).
{\displaystyle [\Phi _{B}]=[B][S]\,}
{\displaystyle \mathrm {Wb} =\mathrm {T} \cdot \mathrm {m} ^{2}\,}
Ако равна површина величине 1 2 стоји нормално на хомогено магнетно поље густине магнетног тока 1 T, тада је магнетни ток кроз ту површину једнак 1 Wb.

## Закон електромагнетне индукције
Закон електромагнетне индукције за напон индукован у петљи може се изразити овако:
Ако у тренутку 1 магнетни ток кроз површину петље има вредност , а у мало каснијем тренутку вредност , тада се у петљи индукује напон:
{\displaystyle U={\frac {\Phi (t_{1})-\Phi (t_{2})}{t_{2}-t_{1}}}}
Ако је ΔΦ промена магнетног тока, , а Δt временски интервал, Δt = t2 - t1, па једначина гласи:
{\displaystyle U=-{\frac {\Delta \Phi }{\Delta t}}}
Индуковани напон сразмеран је величини промене магнетног тока ΔΦ, а обрнуто сразмеран с временом трајања промене Δt.
Тренутни напон у времену се добије ако се Δt пусти да тежи у нулу, па израз прелази у деривацију:
{\displaystyle U=-{\frac {\mathrm {d} \Phi }{\mathrm {d} t}}}
Тај се израз зове Фарадејев закон индукције. У изразу се појављује предзнак минус, он је повезан са смером индукованог напона. Смер је такав да индукована струја која настаје због индукованог напона, ствара магнетно поље које делује супротно промени магнетног тока, то јест настоји да спречи кретање због којег је настала индукована струја. То правило за смер индуковане струје зове се Ленцово правило (Хајнрих Ленц).
Јединица магнетног тока је вебер (Wb). Један вебер (Wb) је онај магнетни ток који у струјном колу с једним завојем индукује електрични напон од једног волта (V) ако се у једној секунди (s) магнетни ток смањи на нулу.
{\displaystyle \mathrm {V} ={\frac {\mathrm {Wb} }{\mathrm {s} }}}
Ako je l дужина електричног проводника који се креће у магнетском пољу на путу a, онда је површина кроз коју пролази магнетни ток:
{\displaystyle S=l\cdot a}
Према томе је величина магнетног тока:
{\displaystyle \Phi _{B}=B\cdot S=B\cdot l\cdot a}
Време t, у коме ће жица превалити пут a метара брзином v је:
{\displaystyle t={a \over v}}
Према томе је индуковани електрични напон U:
{\displaystyle U={\frac {\Phi _{B}}{t}}={\frac {B\cdot l\cdot a}{a \over v}}}
па је:
{\displaystyle U=B\cdot l\cdot v}
где је B изражено у теслама, l у метрима и v у . Одатле следи да индуковани електрични напон зависи од:
- магнетне индукције B (густине магнетног тока),
- дужине електричног проводника који се креће у магнетном пољу l и,
- његове брзине v, јер што му је брзина већа, то ће бити и већи број пресечених магнетних силница у 1 секунди.

## Самоиндукција
Индукција која настаје у завојници због промене њеног властитог магнетног поља при промени јачине струје кроз завојницу зове се самоиндукција.
Када завојницом тече електрична струја, унутар завојнице ствара се магнетно поље које је пропорционално јачини струје I. Значи, ако се мења јачина струје кроз завојницу, мења се и магнетно поље унутар завојнице, па се тиме мења и магнетни ток кроз завојницу. Та промена магнетног тока узрокује појаву индукованог напона у завојници, чији је смер такав да делује супротно промени струје које га је узроковала (Ленцово правило). Будући да ту индукцију узрокује властито магнетно поље саме завојнице, она се назива самоиндукција. Израз за самоиндукцију је:
{\displaystyle U=-L\cdot {\frac {\Delta I}{\Delta t}}}
У изразу за самоиндукцију јавља се величина L, која представља коефицијент пропорционалности који карактерише завојницу. Тај коефицијент се назива индуктивитет. Индуктивитет зависи од пресека S и дужине l завојнице, од броја завоја N и од пермеабилности материјала који се налази унутар завојнице. Јединица индуктивитета се добија из израза за самоиндукцију:
{\displaystyle [L]=[U]\cdot {\frac {[\Delta t]}{[\Delta I]}}=\mathrm {V} \cdot {\frac {\mathrm {s} }{\mathrm {A} }}=\mathrm {H} }
Та се јединица зове хенри (H).

## Примена електромагнетне индукције
Електромагнетна индукција примењује се у генератору (други назив: алтернатор) или динаму, где се механичка енергија претвара у електричну енергију. Електромагнетска индукција примјењује се у трансформатору где се наизменична струја једног напона претвара у наизменичну струју другог напона.
Принцип електромагнетне индукције примењен је у бројним уређајима, међу којим су и:
- Асинхрони мотори
- Електрични генератори
- Трансформатори
- Калемови
- Индукционо заваривање
- МХД генератори

## Индукована ЕМС у праволинијском проводнику
Још један облик електромагнетне индукције јавља се у случају када се проводник креће кроз магнетно поље (променљиво или стално). Услед дејства Лоренцове силе на покретна наелектрисања унутар проводника долази до раздвајања наелектрисања, при чему се на једном крају проводника таложи позитивно, а на другом негативно наелектрисање. Процес траје до изједначавања Лоренцове силе са електричном која се том приликом јавља. Услед раздвајања наелектрисања дошло је до стварања разлике потенцијала и индуковане ЕМС.
Њену вредност налазимо множењем вредности магнетне индукције, дужине проводника и његове брзине за случај када је правац линија магнетне индукције нормалан на правац проводника, док се у другим случајевима као множилац додаје синус угла између њих:
{\displaystyle {\mathcal {E}}}=-{\displaystyle Blv}

## Ленцово правило
Поларитет услед електромагнетне индукције насталог извора ЕМС одређује се Ленцовим правилом.
Електромоторна сила (ЕМС) индукована у електричном колу има смер такав да струја која се ствара у том колу услед ње, индукује магнетно поље које се супротставља промени магнетног флукса.
Одатле је Ленцово правило одговорно за знак минус у претходним формулама.